# 巴黎城墙

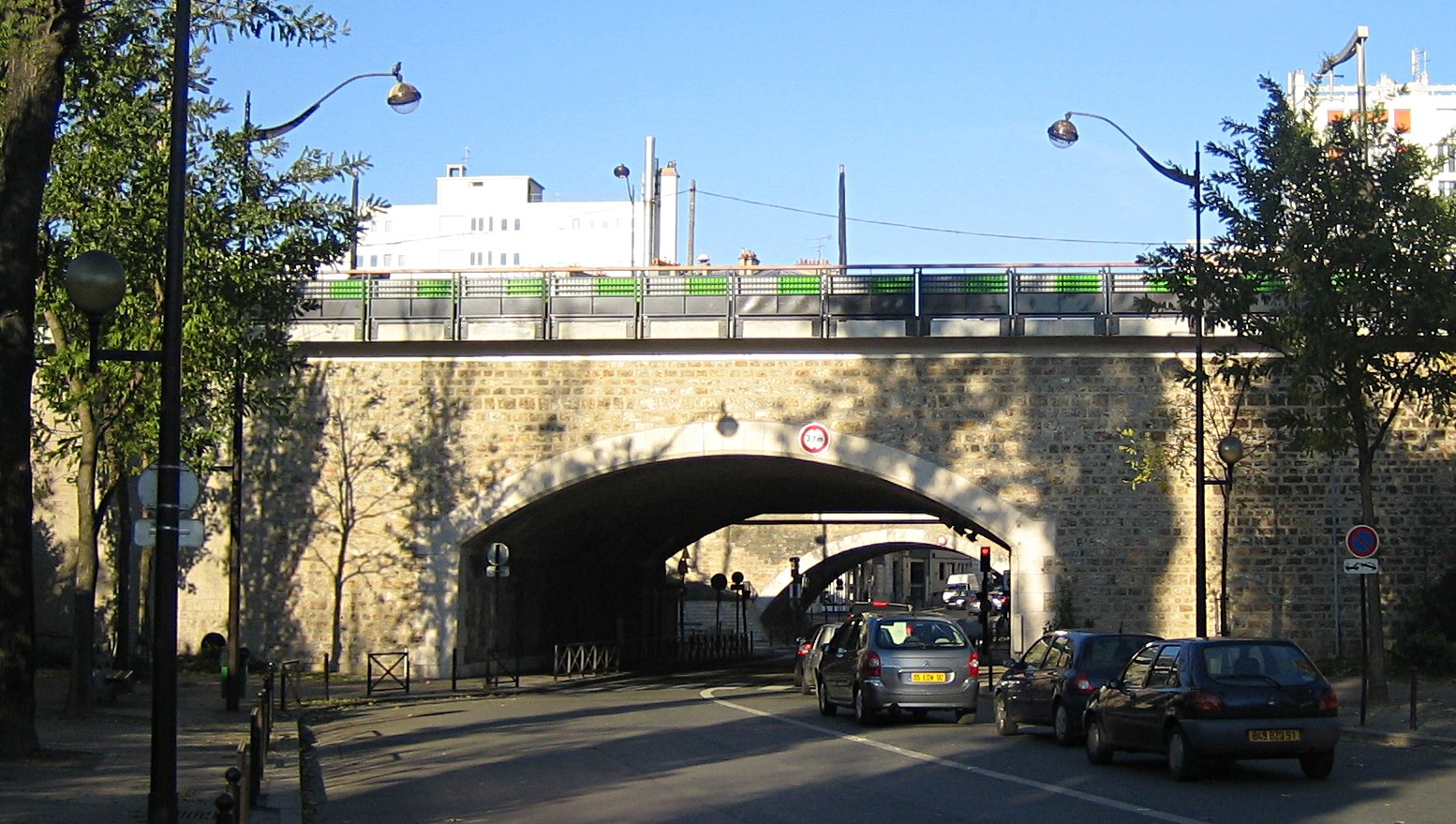
现存的一段巴黎城墙

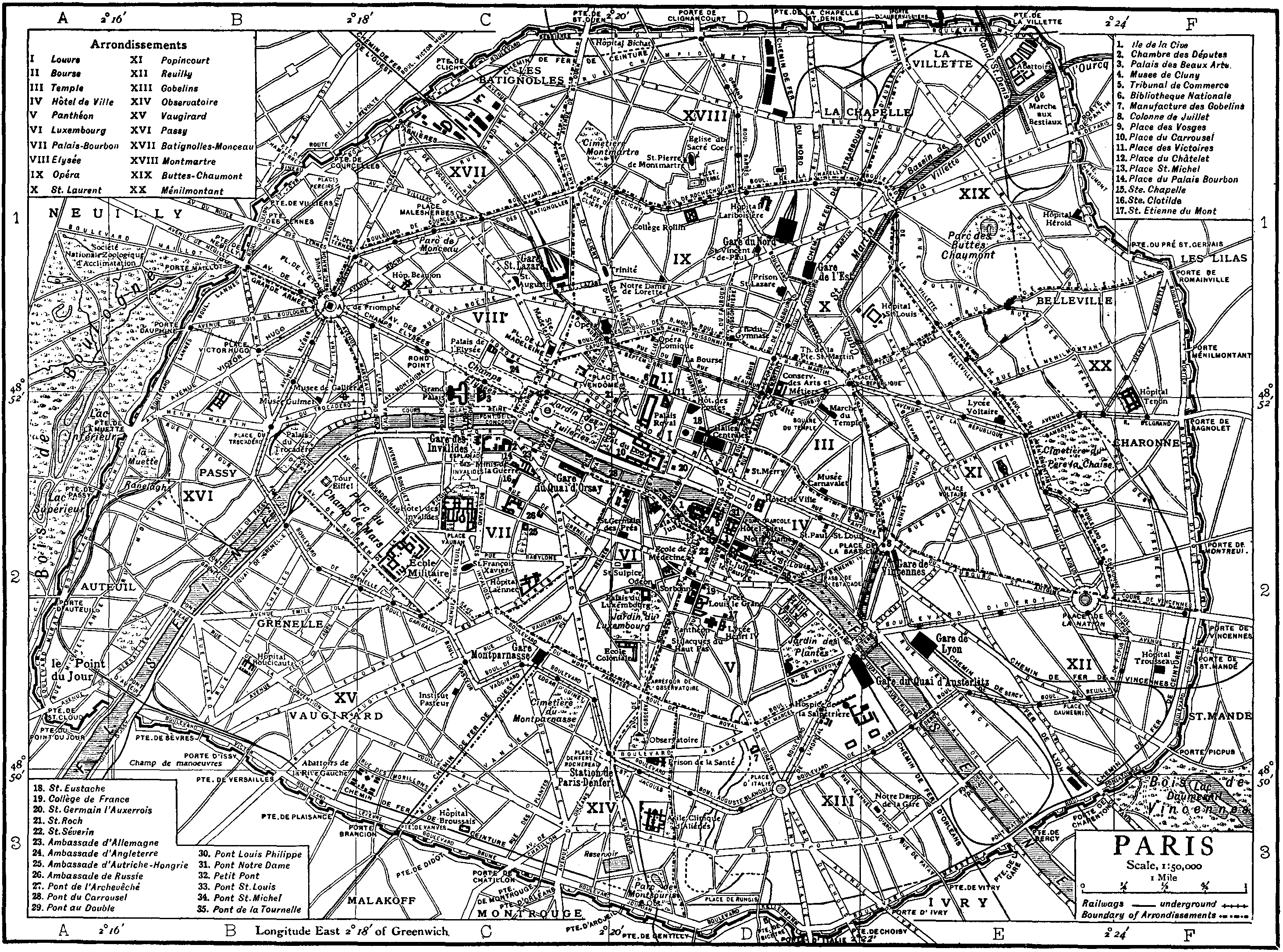
1911年的巴黎城墙地图

巴黎城墙（Enceintes de Paris）在历史上曾多次建造，最后一次修建的城墙为梯也尔城墙，于1919年到1929年期间拆除，仅余部分。

## 巴黎历代城墙
- 高卢围墙（位置待考）；
- 高卢罗马城墙；
- 中世纪两筑城墙，其中一个为腓力二世·奥古斯都城墙；
- 查理五世扩建城墙，称为查理五世城墙；
- 路易十三城墙
- 包税人城墙（英语：Wall of the Farmers-General），建于1784年至1791年。
- 梯也尔城墙